# 福島大輔 (映画プロデューサー)
福島 大輔（ふくしま だいすけ）は、日本の映画プロデューサーである。松竹株式会社所属。

## 来歴
1973年生まれ、静岡県出身。松竹へ2003年に入社し、現在は映画企画室でプロデューサー業務を担当。過去の担当作品に『犬と私の10の約束』(08)、『未来予想図 ～ア・イ・シ・テ・ルのサイン～』(07)、『好きっていいなよ』(14)、『天空の蜂』(15)、『嫌な女』(16)、『RANMARU 神の舌を持つ男』(16)などがある。

## フィルモグラフィー
- 『ビートキッズ』（2005年） - プロデューサー
- 『オトシモノ』（2006年） - 原案
- 『犬と私の10の約束』（2008年） - 企画
- 『未来予想図 ～ア・イ・シ・テ・ルのサイン～』（2007年） - プロデューサー
- 『好きっていいなよ。』（2014年） - プロデューサー
- 『天空の蜂』（2015年） - プロデューサー
- 『嫌な女』（2016年） - プロデューサー
- 『RANMARU 神の舌を持つ男』（2016年） - プロデューサー
- 『8年越しの花嫁 奇跡の実話』（2017年） - プロデューサー
- 『居眠り磐音』（2019年） - プロデューサー
- 『東京喰種 トーキョーグール【S】』（2019年） - プロデューサー
- 『私がモテてどうすんだ』（2020年） - プロデューサー
- 『さんかく窓の外側は夜』（2021年） - プロデューサー
- 『護られなかった者たちへ』（2021年） - 企画
- 『モエカレはオレンジ色』（2022年） - プロデューサー
- 『正体』（2024年） - 企画